# Petőháza
Petőháza (németül: Pöttelshausen) község Győr-Moson-Sopron vármegyében, a Soproni járásban található. 264 hektáros kiterjedésével a megye második legkisebb közigazgatási területű települése.

## Nevének eredete
Neve már tulajdonnévként 1390-ben szerepel oklevélben. Akkor említik először a Petőházi családot. Községnévként a Petőházi családnév 1437-ben bukkan fel.

## Fekvése
A Kisalföld északnyugati részén, az Ikva patak melletti lapos területen fekszik Győr-Moson-Sopron vármegye nyugati részén, Soprontól 27 kilométerre. Termőtalaja közepes minőségű.
Közúton a Győrt Sopronnal összekötő 85-ös főútról letérve érhető el, a 8519-es úton. (Határszélén északon elhalad még a 8518-as út is, de az lakott területeket ott nem érint.) A hazai vasútvonalak közül a Győr–Sopron-vasútvonal érinti, melynek egy állomása van itt, Petőháza vasútállomás. A 17 kilométerre lévő pomogyi határátkelőtől kerékpáron is elérhető.

## Története és mai élete
A kőkorszaktól fogva lakott hely, ezen a területen már Kr. e. 3500–2500 körül éltek emberek. A petőházi cukorgyár építésekor, 1880-ban a munkások kelta sírokra bukkantak a Kr. e. 4. századból. Római kori leletek kerültek elő a cukorgyártól északnyugatra, az Ikvából kiágazó csatorna és az országút között. Az 1980-as évek elején a Lés erdő alatt a cukorgyár ülepítőjének ásása közben egy római kori villa alapjaira bukkantak.
A honfoglalás korának egyik kiemelkedő régészeti leletét szintén Petőházán találták, az ún. „CUNPALD”-kelyhet, az avarokat térítő frank püspök 9. századi sírjában. A kehely peremén és talpán a bekarcolt egyszerű fonatos dísz mellett, a kehely nóduszán fennmaradt készítőjének neve: „Cunpald fecit”.
Az első okleveles forrás 1390-ben először nevezte mai nevén az endrédi majorból kialakult falut. A 15. században a Petőházi család volt a birtokosa. A majorüzem 1548 körül indult be.
A falu kifejlődését a szűk határ akasztotta meg. A parasztság megélhetése ennek ellenére, ha szűkösen is, biztosítva volt, mert a talaj termékeny, és hozamát igen okos gazdálkodási módszerrel fokozták. Már a 18. század derekán, 1752-ben ismeretlen az ugarolás, az egész határt minden évben bevetették, túlnyomó részben őszivel, így a kicsi területen termésátlagaik jóval előnyösebbek voltak a szomszédos falvakénál. A 18. század elején megindult a jobbágyság erdőirtása. Az urasági földek túlnyomó része ebben az időben nádas.
A falunak a reformáció korában még nem volt temploma. Római katolikus templomot először 1754-ben említenek, de még 1766-ban is fatornyosnak írták le. Minthogy igen rozzant volt és 1903 táján a szél lehordta a tetejét, lebontották és a soproni Schiller János új templomot építtetett neoromán stílusban neogótikus toronnyal a Szentháromság tiszteletére.
A lakosság az 1535 körül végbement horvát bevándorlás folytán vált nagyobb részben horváttá. A családnevek sok egyezést mutatnak Fertőszentmiklós egykorú neveivel.
Az 1990-es őszi helyhatósági választásokon a falu elnyerte a közigazgatási önállóságát.
2008-ban elkezdik Győrtől Sopronig az M85 (autópálya) (autóút) építését, melynek lesz Petőházi leágazása is. Az autópálya teljes átadásának az időpontja még nem tisztázott. Az út teljes hossza 48 km lesz.

## Petőháza és a cukorgyártás

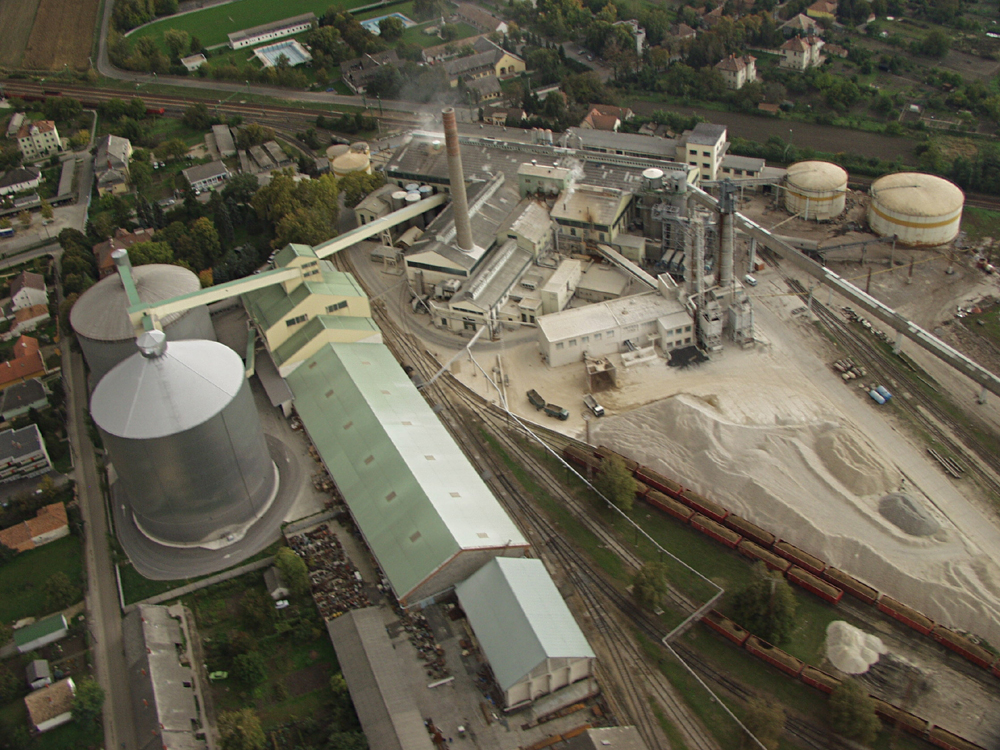
A megszűnt petőházi cukorgyár

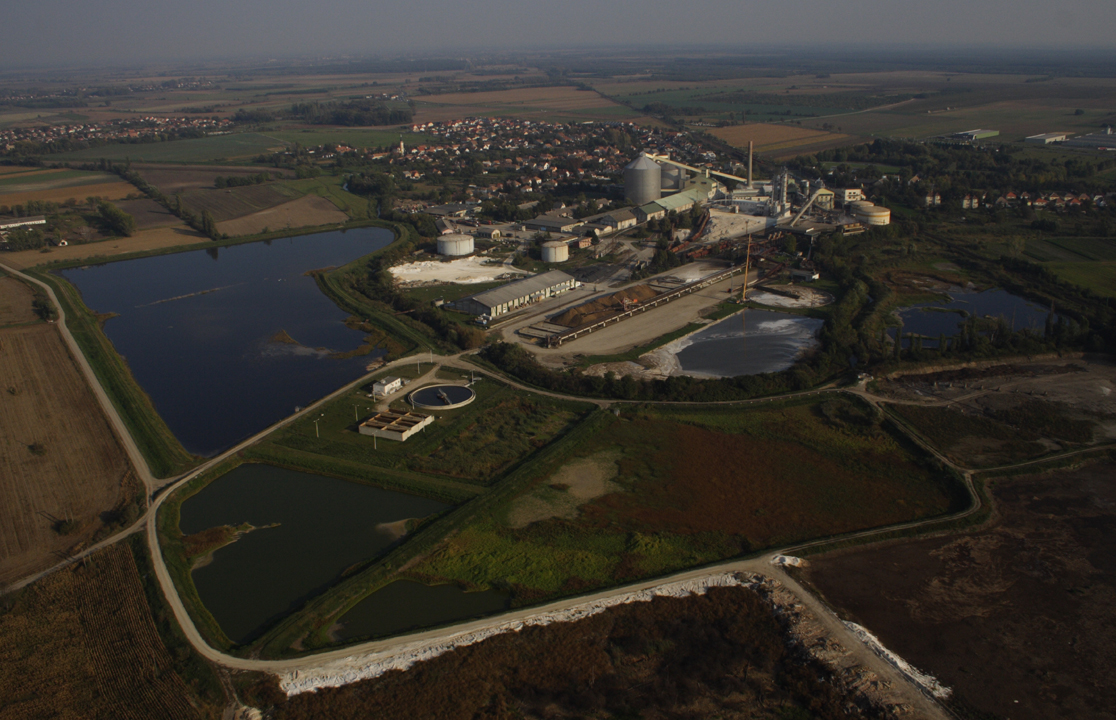
A cukorgyár ülepítőtavai

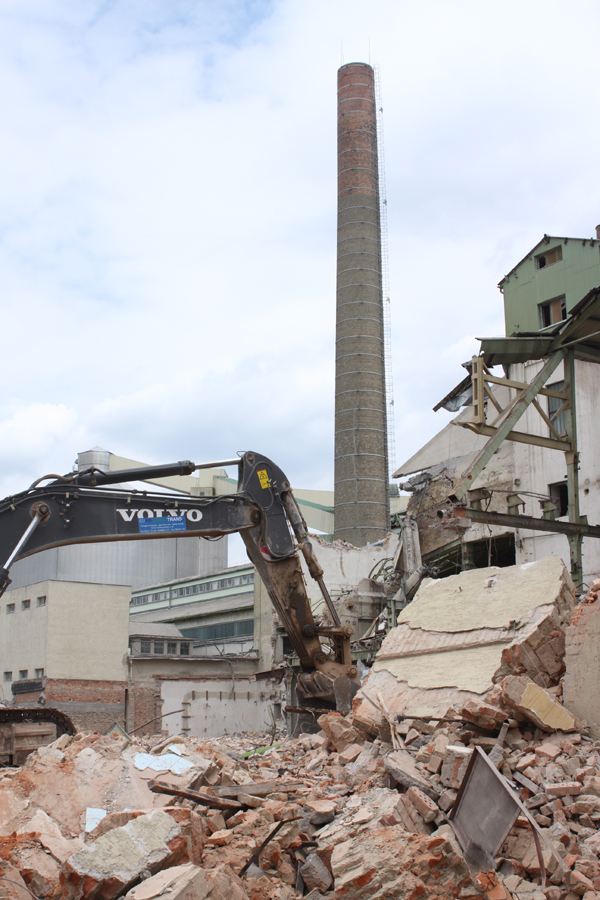
A cukorgyár épületeinek bontása

1876-ban megnyílt a GYSEV vasútvonala Sopron–Győr között. Két év múlva Offermann Theodor és társai megvették a cukorgyárhoz szükséges területet. A kiegyezés után a kedvezőbb gazdasági lehetőségek valamint a gyors ütemű technikai fejlődés eredményeként mind a répatermelés, mind a feldolgozás terén jelentős fejlődés ment végbe. Magyarországon 1871-ben már 26 cukorgyár működött, ezt követően épült fel a Petőházi Cukorgyár. Petőháza minden szempontból kedvező hely volt cukorgyár létesítéséhez. A Győr–Sopron vasútvonal közvetlenül a község mellett haladt el, s mintegy 3 km-re volt az eszterházi vasútállomás. Már 1879 őszén elkészült a gyári iparvágány és megnyitották a 37. őrháznál az „Eszterháza Gyár” megállóhelyet. Ez később „Petőháza Gyár” nevet kapott. Az Ikva patak a Nagycenknél beleömlő Aranypatakkal együtt elegendő vizet biztosított a feldolgozott répamennyiséghez. A szükséges munkaerő is rendelkezésre állt, 5 km-es körzetben Petőháza, Fertőszentmiklós, Szerdahely, Agyagos, Szergény, Eszterháza, Sarród, Fertőendréd, Fertőszéplak, Süttör községek lélekszáma – az 1880. évi népszámlálás adatai szerint – összesen 9065 fő volt. A munkaképes lakosság több mint fele néhány holdas szegényparaszt, földnélküli alkalmi munkás vagy idényjellegű iparos volt. Jól választották meg az épülő gyár helyét. Petőháza szinte beleépült az Esterházy hitbizomány hatalmas területébe, a környező községek határában volt a több száz holdas Bezerédj-birtok. Az üzem területileg is kikerült Cinfalva, Félszerfalva és Nagycenk szorító gyűrűjéből, továbbá jelentős nagyságú körzet nyílt meg előtte, mivel ott volt a Hanság, a Fertőmellék, később a Rábaköz és az egymás után megszűnő mosoni gyárak körzete is. Ezek mind kiváló répatermő területek. Ebben a környezetben és adottságok mellett kezdték meg Petőházán Offermann Theodor és társai a cukorgyár építését.
Az új vasútvonal segítségével a cukorgyár újabb répatermelő területeket kapcsolhatott magához: a Fertőzug vidékét, amely elsőrangú répatermelő területté vált, és fokozatosan a Celldömölk–Eszterháza 60 km-es vasútvonal mellett fekvő községek területét is.
A trianoni békeszerződés által megvont új határvonal következtében jelentős répatermelő területek kerültek Ausztriához, ugyanakkor az öt Sopron vármegyei cukorgyár közül kettőt, Félszerfalvát (Hirm) és Cinfalvát (Siegendorf) is Ausztriához csatoltak.
A két világháború közötti időben a gyár munkásai három csoportba tartoztak. A munkásság nagyobb tömegét egyszerű órabéresek alkották, akik a bérüket a ledolgozott órák után kapták. Az ún. „heteseket” hetibérben fizették, és ezt akkor is megkapták, ha két napnál hosszabb ideig betegek voltak. Ezek a gyártól már lakást, világítást, tüzelőjárandóságot kaptak. Hetibérük ugyan nem volt magas (20 P), de érezték, hogy a gyárhoz tartoznak és szükség van rájuk. A havibér 120–140 pengő volt, a tüzelőjárandóság is magasabb a heteseknél. A heti- és havibéresek bérét jelentősen megemelte az akkor „renumeráció”-nak nevezett évi részesedés, amely igen jelentős összeget is elért.
A második világháború idején a gyár termelését is katonai ellenőrzés alá vonták. 1944 decemberében légitámadás érte a gyárat, de szerencsére nagyobb károkat nem okozott. A németek a cukorgyár felrobbantására is előkészületeket tettek, de a gyors visszavonulás miatt erre nem került sor. A gyár berendezései közül a németek utasítására megkezdték az egyik turbina leszerelését. A gőzturbina forgórészei számára már elkészítették a csomagolásukra szolgáló ládákat, de a leszerelést végző gyáriak a munkát addig késleltették, amíg ez is itthon maradt. A gyár épületeit és gépeit csak csekély háborús kár érte, ám a veszteség még így is szinte felmérhetetlen volt. A visszavonuló németek – miután már 65 vagon cukrot elszállítottak – elvitték a gyár tűzoltókocsiját is, de előzőleg ezt is megrakták cukorral.
1945. május 30-án a gyárba szovjet tisztek érkeztek és június végéig ott tartózkodtak. Ez az időpont egybeesik az Üzemi Bizottság megalakulásával. 1949. augusztus 19-én befejeződött a gyár államosítása. 1967-ben új holland gépsor került beállításra – amely a kockacukor-gyártást helyezte fejlett alapokra –, a gyár korszerűsítése 1973-ban tovább folytatódott. A Petőházi Cukorgyár 1964-ig őrizte meg intézményi önállóságát. Ekkor a Magyar Cukoripar nagyvállalat létrehozásával annak egyik gyáregysége lett. 1980-tól, a Cukoripari Vállalatok Trösztje megszűnésétől ismét önálló vállalatként működött Petőházi Cukorgyár néven. Az 1989. évi rendszerváltást követően a Petőházi Cukorgyárat is privatizálták.
Petőháza lakossága legnagyobb részének egzisztenciája évtizedekig a cukorgyártól függött. Jelentős változást hozott a gyár és a környező települések életében, hogy a Petőházi Cukoripari Rt. 1991-ben átállt a vezetékes földgáz üzemelésre. A gyár a fenntartója az egész évben üzemelő Sport Panziónak és a benzinkútnak. A petőházi fürdőtelep a Kinizsi utcában, a petőházi vasútállomástól alig százméternyire kezdődik. Egész területe fás, bokros, árnyékos, szépen parkosított. 2007 november végén a Magyar Cukor Zrt. bejelentette a petőházi cukorgyár bezárását. 2009 nyarára a berendezéseket leszerelték és elszállították. Jelenleg az épületeket bontják.

### A cukorgyári tavak madárvilága

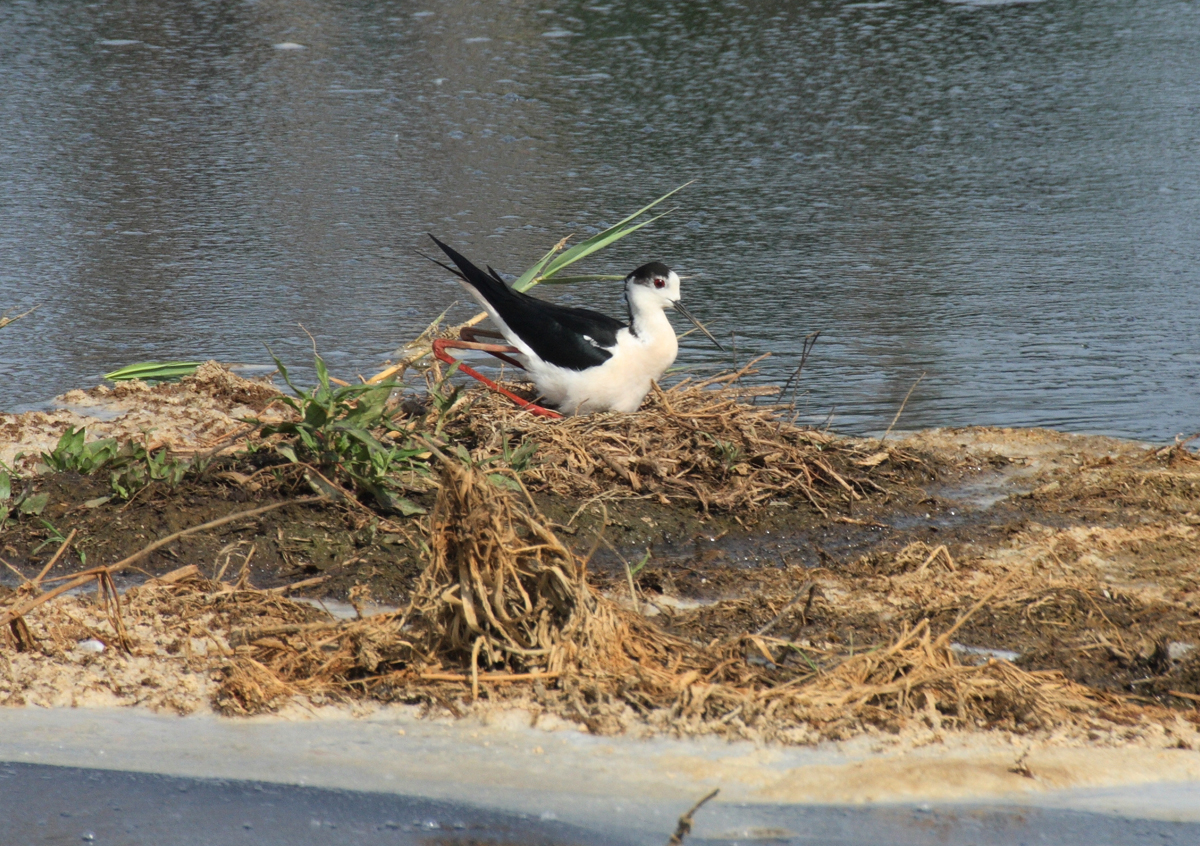
Fészkelő gólyatöcs az ülepítőtavon

A rendkívül vízigényes cukorgyártás vízigényét az Ikva-patak biztosította. A termőföldekről beszállított répa szállítását az üzem területén ún. úsztatóvízzel végezték. A répa mosása és a cukor kivonása során ugyancsak sok víz került felhasználásra. A keletkező magas szervesanyag tartalmú szennyvizek nem kerülhettek közvetlenül a befogadó vízfolyásba, azokat ülepítő- és tározó tavakba vezették, ahol a következő év nyaráig tárolták. A tározótavak az év nagy részében táplálkozó és fészkelőhelyet biztosítottak számos madárfaj számára.
A tavak nádszegélyében minden évben fészkelt néhány pár nádirigó, szárcsa és tőkés réce, esetenként költött a vízityúk és a kis vöcsök. Magyarországon itt fészkelt először a bütykös ásólúd és ez volt az egyik alkalmi költőhelye a hazánkban csak szórványosan fészkelő üstökösrécének.
Természetvédelmi szempontból különösen jelentősek voltak egyes fokozottan védett fajok, mint a gulipán és a gólyatöcs alkalmi költései. 2008-ban, a tavak elbontása előtti utolsó évben 3 pár gulipán és 9 pár gólyatöcs épített fészket. A feltöltődött zagytározó tavakon költött a szintén fokozottan védett piroslábú cankó és a védett kis lile és bíbic is.
A madárvonulás időszakában, különösen a júliustól szeptemberig terjedő időszakban (különösen a terület jellegéhez és kiterjedéséhez képest) nagyon sok vízimadár faj előfordult itt. A legnagyobb számban megfigyelt fajok a szárcsa, a csörgő réce, a barátréce, a füstös cankó, a pajzsos cankó, a dankasirály és a barázdabillegető. Madártani érdekesség a kanalasgém, a parlagi sas, a kis goda, a nagy póling, a kőforgató és a vékonycsőrű víztaposó előfordulása.

## Közélete

### Polgármesterei
- 1990–1994: Módos János (független)[5]
- 1994–1998: Módos János (független)[6]
- 1998–2002: Módos János (független)[7]
- 2002–2006: Módos János (független)[8]
- 2006–2010: Piskolti Béla (független)[9]
- 2010–2014: Piskolti Béla (független)[10]
- 2014–2019: Piskolti Béla (független)[11]
- 2019–2024: Lévainé Soós Klára (független)[12]
- 2024– : Lévainé Soós Klára (független)[1]

## Népesség
A település népességének változása:
| Lakosok száma | 1039 | 1033 | 1036 | 1082 | 1057 | 1062 | 1063 |
|               | 2013 | 2014 | 2015 | 2021 | 2022 | 2023 | 2024 |

A 2011-es népszámlálás során a lakosok 90,8%-a magyarnak, 4,1% németnek mondta magát (8,9% nem nyilatkozott; a kettős identitások miatt a végösszeg nagyobb lehet 100%-nál). A vallási megoszlás a következő volt: római katolikus 69%, református 1,9%, evangélikus 1,5%, görögkatolikus 0,2%, felekezeten kívüli 7,8% (19% nem nyilatkozott).
2022-ben a lakosság 92,6%-a vallotta magát magyarnak, 2,4% németnek, 0,2% cigánynak, 0,1% örménynek, 2,7% egyéb, nem hazai nemzetiségűnek (7,3% nem nyilatkozott; a kettős identitások miatt a végösszeg nagyobb lehet 100%-nál). Vallásuk szerint 54,5% volt római katolikus, 2,3% református, 2,3% evangélikus, 0,2% görög katolikus, 0,1% ortodox, 1% egyéb keresztény, 0,8% egyéb katolikus, 6,9% felekezeten kívüli (32% nem válaszolt).

## Látnivalók
- Arborétum
- Termálfürdő. Története 1970-ben kezdődött, amikor a próbafúrás eredménnyel járt, és 1348 méteres talajmélységből nagy bőséggel, percenként 950 liter vízhozammal tört fel a 45 C hőmérsékletű termálvíz, amely ásványokban rendkívül gazdag: nátrium, kálium, ammónia, kalcium, magnézium, vas, nitrát, klorid, bromid, jodid, fluorid és hidro-karbonát található a vízben, összes oldottsó tartalma 3440 mg literenként. Az eddigi vélemények szerint főként mozgásszervi betegségek gyógyítására alkalmas a víz, s már hivatalosan is gyógyvízzé nyilvánították. A Petőházi Strand és Termálfürdő a Petőházi Önkormányzat kezelésében működik. Három nyitott medencéje van: úszómedencéje 33,17 méteres, a víz 25 °C-os, a 23,22 méteres termálmedencében ülőpadok is vannak, továbbá a gyermekeknek is épült egy 8,5 méteres pancsoló. A fürdő jól felszerelt, kényelmes, kabinsorokkal, zuhanyzókkal, ülőpadokkal, fekhelyekkel, napernyőkkel, vendéglátóipari, szórakozási lehetőséggel várja vendégeit.
- Műemléket nem, de védett falusi tornácos házakat még találunk a faluban, mint a népi építkezés utolsó emlékeit. A temetőben érdemes megnézni Sarródi Máté kovácsoltvas keresztjét, amelyet a műemlékvédelem is nyilvántart mint eredeti népművészeti alkotást.
- A romantikus stílusú római katolikus Szentháromság-templom 1902-ben épült.